# 琴泉寺
琴泉寺位於四川省三台縣潼川鎮，文物遺址年代判定為清。1996年9月16日公佈為四川省第四批省級文物保護單位。